# Нордхаген, Рольф
Рольф Нордхаген (норв. Rolf Nordhagen; 21 октября 1894, Кристиания — 8 марта 1979, Осло) — норвежский ботаник и педагог.

## Семья
Сын художника Иогана Нордхагена. В августе 1925 года женился на Элизабет Муре. Их сын Пер И. Нордхаген был известным историком искусств.

## Биография
В 1912 году окончил Кафедральную школу Кристиании. Высшее образование получил в 1918 году. В 1915—1920 годах работал в университетском Ботаническом саду Осло, в 1920—1925 годах занимался исследовательской работой в университете короля Фреддерика, здесь же получил звание доктора наук (1922), защитив диссертацию на тему Kalktufstudier i Gudbrandsdalen (об известняковых породах и вулканических туфах). В 1924—1925 годах преподавал в Норвежском сельскохозяйственном колледже, в 1925—1945 годах — профессор в Бергенском музее, в 1946—1964 годах — профессор университета Осло. Был руководителем Ботанического сада в Бергене, а также Ботанического сада и Музея естественной истории в Осло.
Основными областями его научных интересов были фитоморфология, фитосоциология и фитогеография. Также занимался исследованиями по филологии, этнологии и истории. Его первый фундаментальный научный труд под названием Die Vegetation und Flora des Sylenegebietes (Растительность и флора Силаны) был издан Норвежской академией наук в 1927—1928 годах. В 1936 году опубликовал Versuch einer neuen Einteilung der subalpinen-alpinen Vegetation Norwegens (Пробы по новой классификации субальпийской и альпийской растительности Норвегии). В 1943 году вышла наиболее крупная работа — Sikkilsdalen og Norges fjellbeiter. En plantesosiologisk monografi. Однако самой популярной была его напечатанная в 1940 году Norsk flora (Флора Норвегии). Эта книга выдержала восемь изданий в 1950—1958 годах.
Был членом Норвежской академии наук и литературы (с 1923 года), Королевского норвежского общества учёных и писателей (с 1952), а также иностранных академий в Копенгагене, Хельсинки, Стокгольме, Уппсале, Лунде и Гётеборге. В 1957 году награждён Рыцарским Большим крестом первого класса норвежского ордена Святого Олафа.